# Ematofagia

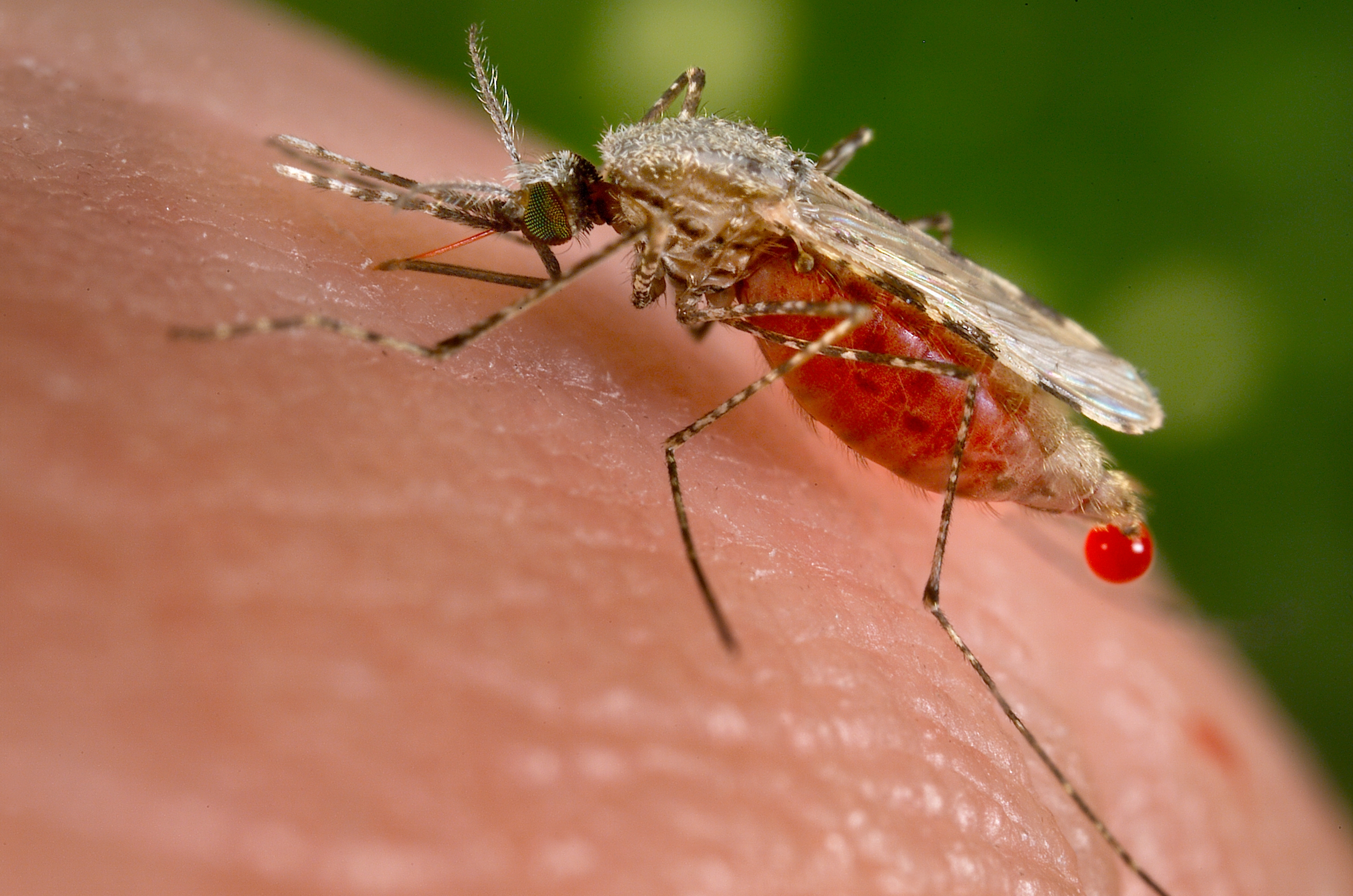
Una zanzara della specie Anopheles stephensi mentre succhia il sangue.

Si definisce ematofagia il comportamento alimentare di solo alcuni animali zoofagi che si nutrono del sangue di un vertebrato.
L'ematofagia è comune in molte specie di artropodi, quali le zanzare e le zecche, o in nematodi quali gli anchilostomi e anellidi come le sanguisughe.
Tra i vertebrati sono ematofagi alcuni pesci, come le lamprede e il candirù, uccelli, come il fringuello vampiro (Geospiza nebulosa), e mammiferi, come il vampiro comune  (Desmodus rotundus).
Alcuni ematofagi sono veri e propri parassiti, mentre altri hanno un comportamento trofico che rientra specificamente fra le varie forme di predazione.
Molte specie ematofaghe rappresentano un pericolo per la salute dell'ospite non tanto per la quantità di sangue prelevato ma perché spesso sono vettori di agenti patogeni.